# Oliver L. Knöfel
Oliver Ludwig Knöfel (* 20. Jahrhundert in Lübeck) ist ein deutscher Rechtswissenschaftler.

## Leben
Nach der Promotion zum Dr. iur. in Hamburg 2005 und der Habilitation 2012 an der Universität Hamburg bei Peter Mankowski und Reinhard Bork wurde er Professor für Bürgerliches Recht sowie Europäisches und Internationales Privatrecht an der Europa-Universität Viadrina.

## Schriften (Auswahl)
- Grundfragen der internationalen Berufsausübung von Rechtsanwälten. Bonn 2005, ISBN 3-8240-5231-8.
- Grenzüberschreitende Justizkooperation in Zivilsachen. Hamburg 2020.